# Damudya Upazila
Damudya Upazila är ett underdistrikt i Bangladesh. Det ligger i den centrala delen av landet, 60 km söder om huvudstaden Dhaka.
Trakten runt Damudya Upazila består till största delen av jordbruksmark.